# 中华人民共和国政治宣传

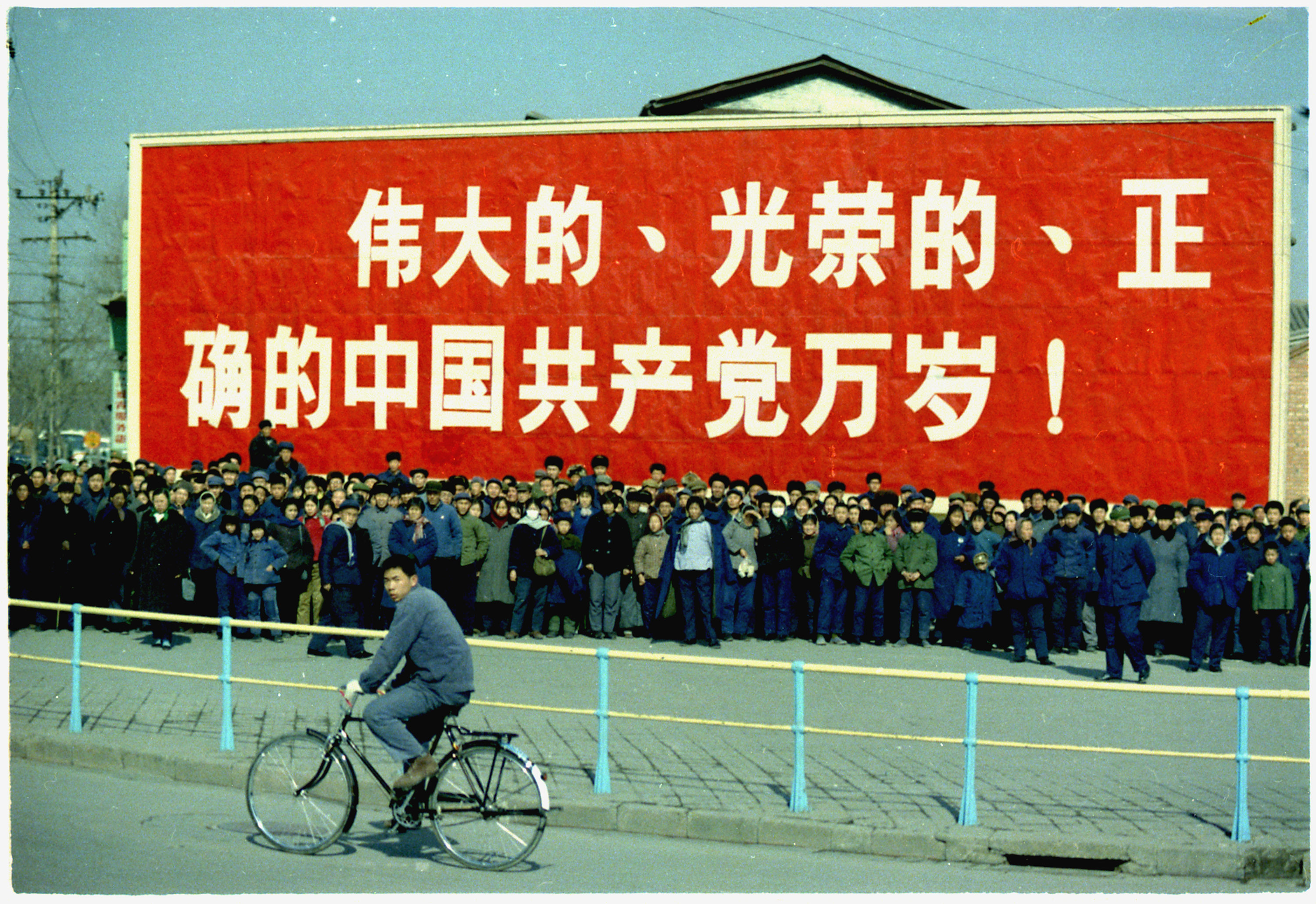
1972年尼克松访华期间北京街头的宣传标语。

中华人民共和国政治宣传是中國共產黨以中华人民共和国為載體針對文化、思想、意識形态等领域的制度、原则及宣傳行为，主要有對內及對外兩大方面，目標替中國共產黨執政之合法性提出適當說明。

## 政策与原则
列宁在革命家谢尔盖·格那季耶奇·涅恰耶夫影响下创办机关报《火星报》、《真理报》进行革命宣传鼓动活动，并于1920年在蘇共中央委员会组成中央宣传鼓动部。中國共產黨是在以蘇共為核心的共產國際幫助下建立的，中國共產黨是共產國際的下屬支部，對於共產國際必須無條件服從。
中宣部的主要職能是管理意識形態、新聞出版甚至教育方針，负责全國宣傳、文化、出版工作中的路線、方針、政策問題；對意識形態工作所涉及的理論、文化藝術、新聞出版、對外宣傳、宗教等主要方面的工作。1926年中國共產黨第三次中央擴大執行委員會《關於宣傳部工作議決案》。1951年《中共中央關於健全各級宣傳機構和加強黨的宣傳教育工作的指示》中規定了七大職能：領導對於反革命宣傳的鬥爭、領導審查理論教育、審查文化藝術、監督學校教育、審查新聞傳媒、幹部管理。它對中國大陸與媒體、網絡和文化傳播相關的各種機構的監督以及對新聞、出版、電視和電影的審查，另外對國務院組成部門中華人民共和國文化部和國務院直屬機構國家廣播電影電視總局也有監督權，在省級及省級以下文化與廣播電視行政管理機構由同級黨委宣傳部管理。《宣傳通訊》是中宣部的內部工作期刊，此外還有新華社的《內部參考》。在1989年第二次全國宣傳工作會議上，中共中央仍交替使用“宣傳工作”、“宣傳、思想工作”、“思想政治工作”、“宣傳、思想戰線”等概念指稱黨的宣傳思想工作，提出要“十分重視和大力加強宣傳、思想工作，切實反對資產階級自由化，真正讓社會主義思想佔領意識形態陣地。”
灌输最早是由俄國革命家普列漢諾夫提出的，列寧把考茨基等人對“灌輸”的論述進一步系統化、理論化。中央宣傳部編輯了《毛澤東鄧小平江澤民論思想政治工作》。2000年中央組織部、中央宣傳部發出《關於學習〈毛澤東鄧小平江澤民論思想政治工作〉的通知》。中宣部的工作要求是“明於大局、精於業務、勇於創新、善於溝通、勤於總結；責任如山、勤奮如牛、心細如發、守口如瓶、團結如一。”宣傳思想工作從八個方面:要幫忙，不要添亂；要唱響主旋律，不要搞“噪音”；要注意社會效益，不要見利忘義；要遵守宣傳紀律，不要各行其是；要“聚焦”，不要“散光”；要狠抓落實，不要搞花架子。進行宣傳工作的工具包括宣傳員網、報紙、刊物、出版、戲劇、電影、美術、音樂、廣播、學校等。《中宣部關於黨的宣傳鼓動提綱》中要求使用一切宣傳鼓動的工具。。
截至2010年底，全國宣傳文化系統在編工作人員130多萬人；其中，省地縣三級宣傳部約5.6萬人，地方宣傳文化單位約120萬人，中央宣傳文化單位約5.2萬人。原北京大學新聞學院副教授焦國標認為，為中國各級宣傳部工作的人員和黨委書記兩者總合近8000萬人。中央宣传部主要職能是管理中國大陸出版審查體系、中共中央宣傳工作以及监管中國大陸媒體和社会舆情輿論工作。

### 馬克思主義新聞觀及輿論導向
1847年馬克思和恩格斯為共產主義者同盟起草的《共產主義者同盟章程》，就第一次明確提出了“宣傳工作”這一概念，並要求無產階級的黨員要“具有革命毅力並努力進行宣傳工作”。馬克思、恩格斯在其經典著作中經常用“黨的陣地”、“黨的喉舌”、“政治中心”，“輿論工具”等來表述無產階級黨報的性質、功能。列寧早期關於“宣傳工作”的思考繼承了馬克思恩格斯的有關思想，在列寧看來，科學社會主義思想不可能產生於自發的工人運動中，“階級政治意識只能從外面灌輸給工人”。列寧指出，「報紙不僅是集體的宣傳員和集體的鼓動員，而且是集體的組織者。」要在無產階級革命的早期完成用嶄新的馬克思主義學說武裝無產階級的任務，“實際的宣傳鼓動工作始終應放在第一位”。“宣傳鼓動工作”主要包括“黨內教育工作”、“群眾鼓動工作”、“文化運動”、“報紙、刊物、通訊社及出版工作”等幾個方面。1943年9月，陸定一《我們對於新聞學的基本觀點》一文指出共產黨領導舆论，聯繫群眾。一九四八年四月，毛澤東在《對晉綏日報編輯人員的談話》中指出，報紙的工作“就是教育群眾，讓群眾知道自己的利益，自己的任務，和黨的方針政策。”“要教育人民認識真理，要動員人民起來為解放自己而鬥爭”。因此，報紙是無產階級專政的輿論工具。毛澤東又說“凡是要推翻一個政權，總要先造成輿論，總要先做意識形態方面的工作。革命的階級是這樣，反革命的階級也是這樣。”新聞事業是專管造輿論的，所以無產階級和資產階級一直在爭奪這個重要陣地。胡喬木在《報紙是人民的教科書》中指出：任何報紙都是一定階級的政治鬥爭的工具，世界上絕不存在超階級的客觀報導，報紙無可爭議的應是反映黨的政治路線的黨報。黨報不僅應是「黨的教科書」，而且也是「人民的教科書」。「人民的希望就是讀教科書」，應把黨報辦成像「章章都好」的《聯共黨史》那樣，使人民能「讀一輩子」。為此，黨報「要在自己一切篇幅上，在每篇論文，每條通訊，每個消息……中都能貫徹黨的觀點，黨的見解」。舉凡一切評論、消息、照片都必須以是否符合黨的利益為標準而加以取捨和編排，並以黨的立場來判斷一切。黨報絕不是「有聞必錄」、單純報導消息的新聞紙，而是為了實現黨的任務而奮鬥的宣傳工具，為了保證黨報的性質，必須將黨報置於黨的領導機關的絕對領導之下。
1951年5月，中共中央召開第一次全國宣傳工作會議，劉少奇在《黨的宣傳戰線上的任務》的報告中指出：“真正做到在全國範圍內和全體規模上來宣傳馬列主義，用馬列主義教育人民，提高全國人民的階級覺悟和思想水平，為在我國建設社會主義和實現共產主義打下思想基礎。”《中國共產黨第一次全國宣傳工作會議關於加強黨的宣傳教育工作的決議（草案）》指出：“各級黨委必須把向黨內外進行馬克思列寧主義的宣傳教育工作，當做頭等重要的任務，並把這一任務和各個時期的中心任務結合起來。”牢牢把握輿論導向要求新聞媒體堅持黨性原則:在思想上作為黨的意識形態的宣傳陣地而存在;在政治上，自覺地同黨中央保持高度一致;在組織上，服從黨的領導，遵守黨的紀律。新聞輿論發生大的錯誤導向有2次，分別在1957年和1989年。
江澤民繼承了馬克思主義的新聞思想，提出新聞工作必須按照“黨和人民的意志、利益進行輿論導向”，從1989年11月18日在中宣部舉辦的新聞工作研討班的講話，到1996年9月26日在人民日報社時的講話多次強調指出“必須堅持正確的輿論導向”。中共中央宣传部負責把握舆论导向，堅持新聞媒體作為黨和人民喉舌性質不能變，黨管媒體、黨管幹部不能變，確保新聞媒體領導權牢牢掌握在黨的手裡。黨掌握的各種機關報刊，都必須由共產黨人來主持。加強理論武裝工作，鞏固發展馬克思主義在意識形態領域的指導地位，是整個宣傳思想工作的核心。確保宣傳思想戰線用馬克思主義中國化的最新成果武裝全黨、教育人民，不斷鞏固馬克思主義在意識形態領域的指導地位加強輿情信息工作，完善宣傳文化管理，牢牢掌握宣傳思想工作的主動權。2008年6月胡錦濤在《人民日報》社的講話中前所未有地把“提高輿論引導能力”、“增強輿論引導的針對性和實效性”放在了新聞宣傳工作的突出位置。選題遵循“黨政重視、群眾關心、普遍存在”的原則。運用“他說”策略增強可信度與說服力。
微博使得宣传部創新網上輿論引導機制。中共指出蘇共負責意識形態工作的蘇共政治局委員、書記處書記、中央宣傳部長亚历山大·尼古拉耶维奇·雅科夫列夫的思想傾向和政治態度摧垮了蘇共。從赫魯曉夫到戈爾巴喬夫，在思想理論建設上，搞的是民主社會主義，搞“全民黨”、“全民國家”，實行資產階級“公開性”、“民主化”，國家意識形態的傳統被打破造成了蘇共全黨的思想混亂。意識形態的多元化會造成蘇共垮台。2011年中宣部、全國記協、“三項學習教育活動”辦公室8月1日在京聯合舉辦座談會，主題為“從竊聽醜聞看西方新聞觀的虛偽本質”。

### 馬克思主義文藝觀
20世紀50年代至60年代，出版了一大批重要的馬克思主義文藝論著及馬克思主義經典作家的《全集》和《選集》。斯大林在領導社會主義建設過程中，把文化問題同社會主義政治、經濟建設，同“一國建成社會主義”、實現共產主義的總目標聯繫在一起，堅持在無產階級專政的整個時期必須用共產主義精神教育廣大群眾。1942年5月毛澤東的《在延安文藝座談會上的講話》是中共馬克思主義文藝理論的重要依據。1943年10月17日，中宣部也發佈了《關於執行黨的文藝政策的決定》，不但對《講話》給予了高度評價，還特別指出，這個文獻的精神不僅僅適用於黨的文藝工作和文化工作部門，也完全適用於黨的一切工作部門。1991年中宣部、文化部、廣播電影電視部《關於當前繁榮文藝創作的意見》的通知指示：“要按照共產黨員黨性的要求，在創作中自覺地體現馬克思主義文藝觀和毛澤東文藝思想的指導，模範地貫徹執行黨的文藝方針，用創作實績推動社會主義文藝的發展和繁榮。”

## 对内宣传

### 對新聞出版的管理
“報刊是黨的宣傳工具，黨的喉舌。”“不許一切反革命分子有言論自由，而只允許人民內部有這種自由……禁止一切反革命分子用言論自由達到他們的反革命目的。”毛澤東在一九四八年就強調：“黨報的基本任務是正確的宣傳黨的方針、政策，並教育群眾。”中宣部和黨中央保持高度一致，正面宣傳中國共產黨，堅持二為方向和雙百方針，弘揚主旋律，一手抓繁榮，一手抓管理，用馬克思、毛澤東、鄧小平理論武裝全黨，教育幹部和人民，貫徹落實黨中央批准的關於新聞出版、廣播電視、文化市場等管理工作的幾個重要文件，貫徹申辦審批、年檢登記、持證上崗三大措施。1981年1月29日，中共中央作出了《關於當前報刊新聞廣播宣傳方針的決定》，要求對報刊、新聞、廣播、電視等工作，必須加強集中統一領導。1981年4月27日，在黨委宣傳部和團委的領導下，共青團中央按照《決定》加強和改善對青年報刊的領導。同年8月，中央宣傳部召開全國思想戰線座談會，研究了加強黨對思想戰線領導的問題。1983年10月，在十二屆二中全會上，鄧小平作了題為《黨在組織戰線和思想戰線上的迫切任務》的講話，再次強調了反對資產階級自由化思潮。1987年2月中旬至3月間，中央宣傳部連續召開了首都主要報刊、新聞單位負責人座談會及全國宣傳部長會議，開展反對資產階級自由化的鬥爭。同年3月29日，中共中央又發出《關於堅決地，妥善地做好報刊整頓工作的通知》，要求必須端正新聞輿論的思想政治方向，首先要把有關報刊及其出版單位整頓好，要求中宣部協助國務院新聞出版署迅速完成出版法的起草工作。
對於廣播電視重大理論和現實問題的回答，主要由黨中央或中宣部認定，通過文件、報刊或相關會議等形式予以發布。1950年2月27日，新聞總署召開京津新聞工作會議。會議確定：廣播電台應以發布新聞傳達政令、社會教育及文化娛樂為主。1981年，中宣部新聞局和首都各新聞單位共同研究制定了第一個“記者守則（草案）”。1986年中宣部新聞局和中國記者協會草擬了《中國新聞工作者職業道德準則》，並於1991年開始實行。2001年5月29日中宣部及新聞總署聯合發出《關於建立違紀違規報刊警告制度的意見》，指出“堅持確立和維護馬克思主義的指導地位，嚴格宣傳紀律，不給錯誤的言論提供傳播陣地，是當前各級黨委宣傳部門和新聞出版行政管理部門的重要任務。”“各級黨委宣傳部門和新聞出版行政管理部門要充分認識加強報刊管理對於全黨全國工作大局的極端重要性，進一步增強政治意識、大局意識、責任意識。要加強領導，組織專人和專門機構做好報刊閱評工作，嚴格把關，認真落實違紀違規報刊警告制度。”“違紀違規報刊警告制度實施細則由中央宣傳部和新聞出版署負責解釋。”黨委宣傳部和新聞出版行政管理部門對報刊出現的以下違紀違規問題提出警告：1、否定馬列主義、毛澤東思想、鄧小平理論的指導地位，造成惡劣的社會影響；2、違背黨的路線、方針、政策，出現嚴重的政治錯誤；3、洩露國家秘密，危害國家安全，損害國家利益；4、違反民族、宗教政策，危害民族團結，影響社會穩定；5、宣揚兇殺、暴力、色情、迷信和偽科學，思想導向錯誤；6、傳播謠言，編髮假新聞，干擾工作大局；7、黨委宣傳部門和新聞出版行政管理部門認定的其他嚴重錯誤。黨委宣傳部門和新聞出版行政管理部門對報刊提出警告的情況，統一刊登在中央宣傳部新聞局主辦的《內部通信》上，在新聞出版系統公佈。1989年六四風波之後，中宣部和港澳辦於1989年9月18日公佈了《關於港澳記者來內地採訪的管理辦法》。
1989年11月28日中共中央宣傳部舉辦了新聞工作研討班反思六四事件，改進正面宣傳中共，江澤民要求加強黨對新聞工作的領導，必須堅持黨性原則，要求新聞宣傳在政治上必須同黨中央保持一致，必須在新聞宣傳中旗幟鮮明地堅持不懈地反對資產階級自由化，決不允許報刊、廣播、電視為資產階級自由化提供陣地，要求認真地積極地組織力量批判政治多元化、經濟私有化、中產階級論、全盤西化論、馬列主義過時論，對於一切企圖改變社會主義制度的新聞活動，不但不能給予自由，而且要依法制裁。
1996年1月15日，中宣部、新聞出版署正式批准《廣州日報》作為全國組建報業集團的第一個試點單位，此後逐步形成各地黨報以母報多是各級黨委機關報，子報多是面向普通讀者、面向市場的都市報或服務類報紙的格局。2001年中共中央批轉了中宣部、廣電總局、新聞出版總署《關於深化新聞出版廣播影視業改革的若干意見》，提出文化體制改革要以發展為主題，以結構調整為主線，以集團化建設為重點和突破口，加強黨對新聞出版、廣播影視業改革的領導，始終掌握對重大事項的決策權、對資產配置的控制權、對宣傳業務的審核權、對主要領導幹部的任免權。2002年新聞出版總署《出版集團組建基本條件和審批程序》規定出版集團是黨的宣傳文化陣地，中央級出版社申請組建集團，由出版社主管部門根據有關規定對申辦單位資格進行審核後，分別向中宣部和新聞出版總署提出申請；省級出版社申請組建集團，由省級黨委宣傳部和新聞出版局根據有關規定對申辦單位資格進行審核，並報經省級黨委和政府同意後，分別報中宣部和新聞出版總署。
2002年11月20日新聞出版總署、中宣部、廣播電影電視總局聯合發出《關於開展新聞採編人員資格培訓工作的通知》，要求新聞採編人員學習馬列主義、毛澤東思想和鄧小平理論，江澤民同志“三個代表”重要思想，黨的第三代領導集體關於做好新聞宣傳工作的重要指示，黨關於新聞出版工作的方針、政策和新聞工作的基本原則。參加培訓的新聞採編人員學完教學計劃規定的全部課程並考核合格後，由培訓主管單位給予頒發新聞出版總署統一印製的《新聞採編人員資格培訓合格證書》，《新聞採編人員資格培訓合格證書》是新聞採編人員領取記者證的必備條件之一。要求各省（區、市）統一命題，分期或統一舉行考試，考試命題要報全國培訓辦公室備案。命題類型要注意，不考死記硬背，注重考應用，考能力和案例分析。2003年中組部、中宣部、中央黨校在中央黨校舉辦了省以上黨報總編、電台電視台台長學習“三個代表”重要思想、進行馬克思主義新聞觀教育第一期培訓班，牢固樹立馬克思主義新聞觀，用馬克思主義的立場觀點認識形勢，判斷事物，反映情況，安排報導，時刻保持政治上的清醒和堅定，牢固樹立政治意識、大局意識、責任意識；堅持政治家辦報、政治家辦台，把新聞輿論的領導權牢牢掌握在忠於馬克思主義、忠於黨和人民的人手中。2006年中宣部開展以鄧小平理論和“三個代表”重要思想、馬克思主義新聞觀、新聞職業精神和職業道德為主要內容的“三項學習教育活動”，使新聞工作者牢固樹立馬克思主義新聞觀。
2005年3月22日，中共中央宣傳部、國家廣播電影電視總局、國家新聞出版總署頒布《關於新聞採編人員從業管理的規定（試行）》要求新聞採編人員要堅持以馬克思列寧主義、毛澤東思想、鄧小平理論和“三個代表”重要思想為指導，擁護中國共產黨的領導，擁護社會主義制度，樹立政治意識、大局意識和責任意識，貫徹正面宣傳為主的方針。新聞記者證實行年度審核制度，未經年檢的新聞記者證一律註銷。
2008年6月23日，中宣部要求認真學習宣傳貫徹胡錦濤在人民日報社重要講話精神，引導新聞理論工作者自覺地運用馬克思主義立場觀點方法研究新聞理論與實踐中的重大問題。
2010年7月20日，中宣部發布了大連輸油管道爆炸事件的禁令：“一律採用新華社通稿，各地方媒體不要派記者前往當地採訪，已經派出的記者請立刻撤回。”對包括北京在內的省多家都市報發出禁令“禁止異地負面報導；禁止報導公檢法等部門負面新聞；國內新聞版和國際版新聞，禁止採用“報社通聯”稿件，除本報記者稿外，突發事件均需用新華社稿。
2011年中宣部、中央政法委聯合下發了《關於進一步加強和改進刑事案件報導工作的意見》，中共全國宣傳部長會議向各家媒體逐級傳達了2011年中宣部的宣傳口徑和禁令。2011年7月29日中宣部連下三道禁令叫停了溫州動車事故的報導與評論“鑑於7·23甬溫線特別重大鐵路交通事故，境內外輿情趨於復雜，各地方媒體包括子報子刊及所屬新聞網站對事故相關報導要迅速降溫，除正面報導和權威部門發布的動態消息外，不再做任何報導，不發任何評論。”2012年中宣部通知關於廣州市公務員一年公費醫療14億，超過210萬農民醫保的問題不報導，不評論，不轉載。對劉翔在倫敦奧運會上沒有完成比賽一事，嚴格執行我部此前有關通知精神，重點報導劉翔頑強拼搏精神，不作負面報導和評論。
網絡普及以來，中宣部在新聞管制和意識形態領域遇到3個“兩難”問題：“一是市場經濟的負面作用與目前所提倡的價值理念的兩難；二是新型媒體的發展與新聞管理最基本政策的兩難；再一個就是外宣與內宣的兩難，原來是兩個口徑，現在基本打通了。”2011年8月9日，中宣部、中央外宣辦、國家廣電總局、新聞出版總署、中國記協召開視頻會議，在全國新聞戰線部署開展“走基層、轉作風、改文風”活動。中共中央宣傳部、中央對外宣傳辦公室、國家廣電總局、新聞出版總署、中華全國新聞工作者協會聯合下發《關於在新聞戰線廣泛深入開展“走基層、轉作風、改文風”活動的意見》。

### 文藝的領導
中宣部負責執行中共的文藝政策。文藝是共產黨階級鬥爭的武器，是為政治服務的工具。文化藝術，是搞意識形態工作而又有其專業特點的，必須具備本行專業知識和才能，強調又紅又專。1948年10月26日，中共中央宣傳部就曾專門就電影工作指示中共東北局宣傳部稱:「階級社會中的電影宣傳，是一種階級鬥爭的工具，而不是別的東西」。因此，必須建立相應的審查制度，禁止反蘇、反共、反人民民主的電影的放映。1951年《中共中央關於在文學藝術界開展整風學習運動的指示》批准中央宣传部1951年11月23日向中央所作的报告，指示宣传部抓紧对文艺界整风运动的领导，組成中央宣傳部的文學藝術處和電影處，使成為中共領導文藝工作的有力的工作機關。1953年中共中央批轉中宣部《關於改組文藝團體和加強對文藝創作領導的報告》。
中宣部於1991年主持開展了文化建設重點工程“五個一工程”，其主旨是“要像抓重點建設工程那樣，有計劃有重點地組織精神產品的生產”。具體內容是要求各省、自治區、直轄市黨委宣傳部抓好精神產品的生產，力求從1991年起，每年度拿出“一本好書、一台好戲、一部優秀影片或電視劇、一篇或幾篇有創見有說服力的文章”。到2007年為止，共有電影122部、電視劇291部、戲劇243部、歌曲193首、廣播劇159部。包括電視劇《長征》、《激情燃燒的歲月》、《編輯部的故事》，國產電影《生死抉擇》、《離開雷鋒的日子》，話劇《萬家燈火》、《虎踞鐘山》，舞劇《大夢敦煌》，歌曲《春天的故事》、《青藏高原》、《常回家看看》，以及廣播劇《永久的思念》、《西沙女兵》。浙江省委宣傳部原副部長兼省委講師團團長雷雲的論文曾3次獲中宣部“五個一工程”獎。
2003年中宣部會同中組部、中央編辦、發展改革委、財政部、人事部、勞動保障部、文化部、稅務總局、工商總局、廣電總局、新聞出版總署等有關部門和單位頒布《文化體制改革試點中支持文化產業發展的規定(試行)》和《文化體制改革試點中經營性文化事業單位轉制為企業的規定(試行)》。2003年，中宣部會同有關部門製定了《全國宣傳文化系統“四個一批”人才培養工作意見》、《關於“四個一批”人才培養管理實施辦法》，提出在全國宣傳文化系統培養造就一批全面掌握鄧小平理論和“三個代表”重要思想、學貫中西、聯繫實際的理論家，一批堅持正確導向、深入反映生活、受到人民群眾喜愛的名記者、名編輯、名主持人，一批熟悉黨和國家方針政策、社會責任感強、精通業務知識的出版家，一批緊跟時代步伐、熱愛祖國和人民、藝術水平精湛的作家、藝術家。
2005年中宣部、文化部、廣電總局、新聞出版總署、商務部、海關總署等六部門聯合下發《關于加強文化產品進口管理的辦法》維護國家文化安全，對文化產品進口實行特許經營，對經營單位實行文化產品進口經營許可證制度。中宣部於2005年3月1日頒布《全國性文藝新聞出版評獎管理辦法》，對全國性文藝、新聞、出版評獎主辦單位的資格作了嚴格限定。有資格舉辦全國性評獎的單位有兩類，中央宣傳部、文化部、國家廣電總局、新聞出版總署、國務院新聞辦公室等黨和國家機關工作部門，以及中國文學藝術界聯合會、中國作家協會、中華全國新聞工作者協會、中國出版工作者協會，可舉辦全國性評獎活動。新聞媒體舉辦全國性評獎活動，須報上述有舉辦全國性評獎活動資格的主管部門核准並報中央宣傳部審批。除此之外，任何互聯網站、中介組織、企業以及其他單位和個人不得舉辦全國性評獎，也不得以各類大賽、評比、排行榜等形式變相舉辦全國性評獎。新聞媒體如確屬需要舉辦全國性評獎活動，須報有舉辦全國性評獎活動資格的主管部門核准並報中宣部審批。

### 對理論研究的建設
1950年代中宣部主辦的《學習》雜誌連續刊登艾思奇等人文章。國家出版局黨組於1979年12月7日向中宣部提出《關於解決馬列著作、毛主席著作積壓問題的請示報告》，經批准同意減少印制數量。中宣部1993年組織出版《鄧小平文選》、1994年頒布《愛國主義教育實施綱要》、1995年突出宣傳孔繁森等、開展“文化下鄉”活動。自1997年中宣部在全國確定了百個愛國主義教育示范基地。2000年中宣部中組部提出了《關於建立縣級以上黨政領導幹部理論學習考核制度的若干意見》。2010年中央宣傳部理論局組織編寫了《劃清“四個重大界限”學習讀本》，要求各級黨委宣傳部要組織好《讀本》的學習宣傳工作，要求各級黨委講師團要圍繞《讀本》的內容，組織好對黨員幹部和基層群眾的宣講，要求各高等院校把《讀本》作為大學生思想政治理論課的重要輔助材料，推動中國特色社會主義理論體系進教材、進課堂、進頭腦工作。四個重大界限是指劃清馬克思主義同反馬克思主義的界限，劃清中國特色社會主義民主同西方民主的界限，劃清中國基本經濟制度同私有化和單一公有製的界限，劃清社會主義思想文化同腐朽思想文化的界限。

### 對教育教材的管理
毛澤東1962年《在擴大的中央工作會議上的講話》說：“工、農、商、學、兵、政、黨這七個方面，黨是領導一切的。黨要領導工業、農業、商業、文化教育、軍隊和政府。”毛澤東1942年《山東有可能成為戰略轉移的樞紐》：“掌握思想教育，是團結全黨進行偉大政治鬥爭的中心環節。如果這個任務不解決，黨的一切政治任務是不能完成的。”毛澤東在《關於正確處理人民內部矛盾》一文中指出：“除了學習專業之外，在思想上要有所進步，政治上也要有所進步，這就需要學習馬克思主義，學習時事政治。沒有正確的政治觀點，就等於沒有靈魂。”1981年《關於建國以來黨的若干歷史問題的決議》：“關於思想政治工作是經濟工作和其他一切工作的生命線，要實行政治和經濟的統一、政治和技術的統一、又紅又專的方針。”鄧小平在改革開放初期就明確指出：“需要在人民內部廣泛地加強思想政治教育”“思想政治工作和思想政治工作隊伍必須大大加強，決不能削弱。”“要特別教育我們的下一代和下兩代，一定要樹立共產主義的遠大理想。一定不能讓我們的青年一代做資本主義腐朽思想的俘虜，那是絕對不行。”1989年6月9日鄧小平在接見首都戒嚴部隊軍以上干部時的講話：“十年最大的失誤是教育，這裡我主要是講思想政治教育，不單純是對學校、青年學生，是泛指對人民的教育。”
思想政治工作是中共其他一切工作的生命線。1957年11月1日中共中央批轉中共中央宣傳部《關於設立社會主義教育課程的報告》。中共中央宣傳部的《報告》提出，社會主義教育課程應以毛澤東的《關於正確處理人民內部矛盾的問題》為中心教材，同時閱讀一些必要的馬克思列寧主義經典著作和黨的文件與其他文件。1950年代的教材是中宣部編的《馬恩列斯語錄》；另一本就是《蘇聯政治經濟學習》教材。1961年中共黨中央批轉了中宣部《關於高等學校文科教學方針和教材編選工作的報告》，要求高等學校文科教育要培養紅色的專門人才，必須對學生進行共產主義世界觀教育，規定接受四門政治理論課程以及思想政治教育，引導用馬克思列寧主義的立場、觀點、方法去觀察問題、研究學問，不斷同資產階級思想鬥爭。还指出堅持學術方面由黨領導。1961年蘇共二十二大完全否定了斯大林的論斷，公開宣稱已經走上“同斯大林不同的道路”。中國共產黨看來蘇聯“正面臨著從無產階級政黨蛻化為資產階級政黨，從馬克思列寧主義蛻化為修正主義政黨的嚴重危險”，是對列寧主義、斯大林主義的公開背叛，蘇聯“正面臨著空前嚴重的資本主義復闢的危險”。1962年中共八屆十中全會後，中共中央決定在全國城鄉普遍地、反复地開展“以階級鬥爭為綱”的社會主義教育運動，學校均大幅度地增加政治教育課時，突出毛澤東著作的學習，突出無產階級政治，突出階級鬥爭。1964年9月11日，中共中央、國務院發出通知，要求高等學校文科組織師生參加社會主義教育運動。1964年10月11日中央宣傳部、高教部黨組、教育部臨時黨組下發《關於改進高等學校、中等學校政治理論課的意見》規定：“高等學校、中等學校政治理論課的根本任務，是用馬克思列寧主義、毛澤東思想武裝青年，向他們進行無產階級的階級教育，培養堅強的革命接班人；是配合學校中各項思想政治工作，反對修正主義，同資產階級爭奪青年一代。”1980年4月，教育部、共青團中央印發了《關於加強高等學校學生思想政治工作的意見》的聯合通知。1984年9月4日中央宣傳部、教育部下發《關於加強和改進高等院校馬列主義理論教育的若干規定》的通知。1984年11月13日中央宣傳部、教育部下發《關於加強高等學校思想政治工作隊伍建設的意見》。1985年，三中全會後第一次高校馬列主義理論座談會在北京召開，胡耀邦委託胡喬木主管此事，中宣部部長鄧力群、中宣部理論局局長盧志超、馬克思主義理論研究者胡繩等與會。1993年，江澤民在黨的十四屆二中全會上的講話中指出“思想政治教育工作必須加強，決不能放鬆和削弱。”
1998年4月28日中宣部、教育部聯合下發了普通高等學校開設《鄧小平理論概論》課的通知。6月，中宣部、教育部根據黨中央的精神印發《關於印發〈關於普通高等學校"兩課"課程設置的規定及其實施工作的意見〉的通知》（教社科［1998］6號）。1998-2006年9月1日中國高校的思想政治理論課課程設置是“98方案”，即1998年經報請中共黨中央同意的方案。根據這一方案，過去8年間高校本科生的思想政治理論課文理科分別設7門或6門必修課程：“馬克思主義哲學原理”、“馬克思主義政治經濟學原理”、“毛澤東思想概論”、“鄧小平理論和'三個代表'重要思想概論”、“當代世界經濟與政治”(文科開設)、“思想道德修養”、“法律基礎”。其中，文科335學時，理科285學時，另有“形勢與政策”課。2004年中央宣傳思想工作領導小組秘書組到北京大學、清華大學等12所高校就高校公共理論課的教學情況進行了調研，完成《關於高校公共理論課教學情況的調研報告》。2004年3月，胡锦涛在一份《關於高校公共理論課教學情況的調研報告》上作了重要批示，批示中宣部、教育部要深入研究高校公共理論課的教學問題。當年3月下旬，中宣部、教育部迅速成立了高校思想政治理論課調研領導小組，組織了將近9個月的大規模調研。調研以北京、上海、廣東、陝西等為重點，涉及全國各高校，針對課程問題、教師隊伍建設問題、教材問題以及綜合管理問題展開。2004年中共中央印發《關於進一步加強和改進大學生思想政治教育的意見》（16號文件）。結合16號文件，當年12月形成了《中共中央宣傳部、教育部關於進一步加強和改進高等學校思想政治理論課的意見》（以下簡稱《意見》）送審稿。送審稿先由中央宣傳思想工作領導小組討論然後送中央審定。2005年1月，中央政治局常委會原則同意了《意見》送審稿。1月17日，胡錦濤在全國加強和改進大學生思想政治教育工作會議上的講話中提出要有效用馬克思主義武裝大學生頭腦，要求增加政治課的吸引力、說服力、感染力。李長春指出，思想政治理論課是對大學生進行思想政治教育的主渠道，用馬克思主義指導高校哲學社會科學教學。同年2月7日，中宣部、教育部最終聯合印發了這個《意見》。2005年2月中共中央宣傳部、教育部開展馬克思主義立場、觀點、方法教育，開展黨的基本理論、基本路線、基本綱領和基本經驗教育，開展科學發展觀教育，開展中國革命、建設和改革開放的歷史教育，開展基本國情和形勢與政策教育，不斷增強高等學校思想政治理論課教育教學的針對性、實效性和說服力、感染力。設立本科4門必修課馬克思主義基本原理，毛澤東思想、鄧小平理論和“三個代表”重要思想概論，中國近現代史綱要，思想道德修養與法律基礎2005年3月中旬，教材編寫工作正式啟動。2006年本科生必修的思想政治理論課課程變為四門。原“馬克思主義哲學原理”、“馬克思主義政治經濟學原理”整合為“馬克思主義基本原理概論”（簡稱“原理”），其中還補充了科學社會主義內容；原“毛澤東思想概論”、“鄧小平理論和'三個代表'重要思想概論”整合為“毛澤東思想、鄧小平理論和'三個代表'重要思想概論”（簡稱“概論”）；原“思想道德修養”、“法律基礎”則整合為“思想道德修養與法律基礎”（簡稱“基礎”）。增開了“中國近現代史綱要”（簡稱“綱要”），“[幫助學生]深刻領會歷史和人民是怎樣選擇了馬克思主義，選擇了中國共產黨，選擇了社會主義道路。”
2004年1月，中共中央發出《關於進一步繁榮發展哲學社會科學的意見》，提出實施馬克思主義理論研究和建設工程。中共中央、國務院提出加強大學生思想政治教育科學研究工作。各級宣傳和教育行政部門要組織專家學者積極開展科學研究，為加強和改進大學生思想政治教育提供理論支持和決策依據。之後，中共中央辦公廳轉發《中央宣傳思想工作領導小組關於實施馬克思主義理論研究和建設工程的意見》。中宣部部長任全國哲學社會科學規劃領導小組組長。全國哲學社會科學領導小組設立了國家社科基金項目，教育部設立了人文社會科學基金項目，國家新聞出版總署設立了人文哲學社會科學出版基金項目，推進馬克思主義中國化、時代化、大眾化進程。2005年5月11日，中央宣傳部、教育部聯合下發《關於加強和改進高等學校哲學社會科學學科體係與教材體系建設的意見》，提出要大力開展馬克思主義理論體系、馬克思主義發展史和馬克思主義中國化的研究，在一級學科中，設立馬克思主義理論學科。2005年12月26日，中國社會科學院馬克思主義研究院成立。第一批馬克思主義基礎理論和哲學社會科學重點教材的編寫工作已進入初稿撰寫和修改階段，第二、三批哲學社會科學重點教材的編寫規劃已經啟動，高校思想政治理論課四門教材的編寫工作已完成並陸續出版。根據《中共中央宣傳部、教育部關於進一步加強和改進高等學校思想政治理論課的意見》，馬克思主義理論被確立為一級學科，其下屬的五個二級學科也已正式確立。2006年7月1日至9日，中宣部、教育部召開了《思想道德修養與法律基礎》教材徵求意見座談會，廣泛徵求了教師對教材的意見和建議，同時也以會議的形式培訓教師，把教師的思想認識統一到教材基本精神上來。凡是2006年秋季上'基礎'課的老師必須經過中宣部、教育部的部級培訓或省級教育部門的培訓。中共中央宣傳部、教育部《關於進一步加強高等學校思想政治理論課教師隊伍建設的意見》要求“各高等學校應當建立獨立的、直屬學校領導的思想政治理論課教學科研二級機構，統一管理思想政治理論課教師，負責思想政治理論教學、科研、社會服務和相關管理工作。”。教育部要求各省級教育部門完成對本地所有高校思想政治理論課的檢查工作。2010年起，中宣部、教育部组织开展《马克思主义哲学》等已出版工程教材示范培训班，累计培训骨干教师2000余人。各地也组织开展工程教材教师全员培训工作，培训教师近7万人次。

### 對教育系統的管理
中宣部負責辦學方針、學校教育工作的領導和監督。高等學校所需要的黨員正副校（院）長，由中央宣傳部會同中央組織部和各有關政府黨組及省（市）提出具體方案，加以調配，黨委書記則由各省（市）委和自治區黨委負責調配。配備大、中學校的行政領導幹部。1961年8月1日至3日，鄧小平在北戴河主持中央書記處會議，會同中央文教小組、教育部、中宣部等部門制定了《教育部直屬高等學校暫行工作條例（草案）》（簡稱《高教六十條》），對社會科學與自然科學加以區別，原稿中的各個學派自由競賽，自由探討等條文，一般只適用於自然科學。在社會科學方面，明確提出貫徹“雙百”方針的目的，是為著發展和鞏固馬克思主義的領導地位，而不是使馬列主義和資產階級學說平起平坐。同時，還增加了“在馬克思主義者內部，也允許對學術問題的自由討論”的內容。此外，文科開設資產階級課程，只限於高年級。對師生“紅”的初步要求是擁護黨、擁護社會主義，願為社會主義服務。在此基礎上，要努力改造世界觀。1978年10月《高教六十條》經修訂後於在全國高等學校試行。1987年8年中共中央宣傳部頒布了《關於加強研究生思想政治工作的幾點意見》，指示哲學、社會科學各學科，要堅持以馬克思主義為指導。在研究生的招生、培養和畢業分配各個環節，都要加強思想政治考核。1991年，中共中央宣傳部、國家教委聯合發出《關於進一步組織中小學干部、教師學習社會主義理論的通知》以及《關於加強和改進中學幹部、教師思想政治工作若干問題的通知》。中宣部要求社會力量辦學必須建立黨的基層組織，學校黨組織在教職員工和學生中發揮政治核心作用，貫徹黨的教育方針。宣傳和貫徹執行黨的路線、方針、政策，執行上級黨組織和本組織的決議、決定，監督學校行政管理機構和行政負責人認真執行黨的教育方針，遵守國家的法律法規，堅持社會主義辦學方向。黨委教育工作部門或政府教育、勞動等有關行政主管部門黨組織應有專人負責社會力量舉辦學校黨的建設工作

### 群眾思想教育
1951年1月1日中共中央发布《关于在全党建立对人民群众的宣传网的决定》要求：“在党的每个支部设立宣传员，在党的各级领导机关设立报告员，并建立关于宣传员报告员工作的一定制度。”中宣部組織建立企業的思想政治工作管理體制和運行機制。

### 對香港媒體的影響
在長達1.5個世紀的英屬香港港英統治時期，香港媒體在深受西方新聞理念及報業傳統影響下，一直擔當資訊傳遞、引導輿論、監督政府、教育民眾、提供文娛等角色。尤其在1980年代中國在改革開放之際，香港的五花八門、多元流行文化是中國大陸地區的流行文化先導者。
自1949年中共建政後，中共開始在香港媒體布局，全資開辦不少媒體，報業例子包括《文匯報》、《大公報》;電視台例子包括:鳳凰衛視，它的創辦人劉長樂曾經是解放軍軍官。這些中共操控的媒體在香港不斷擴展勢力，它們的身份被稱為「左派」媒體、紅色媒體，作為中共在港的喉舌、宣傳機器。
在1997年香港回歸前，香港媒體即使在中共紅色媒體的滲透下，題材選取、價值取向等仍維持相對很大的自由度，新聞報導仍保持專業水準、持平客觀的傳統。然而，隨1997年的回歸迫近，格局漸漸改變。
港區國安法生效之後，公營廣播機構香港電台推出大量歌頌中國當局的節目，並購買中國國產劇於《國劇830》時段內播映。

## 对外宣传
中共1949年建政之前，就藉由西方諸多左派記者開始「外宣」公關。2007年中共十七大报告首次提出“提高国家文化软实力”，要求构建“全方位、多层次、宽领域”的大外宣战略，加快中国官媒海外布局。2009年，中华人民共和国政府決定投入450億元人民幣在全球推廣「大外宣」計畫（全名：「中國對外宣傳大布局」計畫），與西方媒體「爭奪話語權」。自2012年习近平出任中共中央总书记以来，中国共产党及其中华人民共和国政府進一步加大对外宣传力度。據美国乔治华盛顿大学学者沈大伟估计，中国每年在外宣上花费100亿美元。2013年8月，习近平在主持全国宣传思想工作会议时，正式提出“讲好中国故事”的对外宣传口号，其后又在2016年2月的中共中央新闻舆论工作座谈会进一步阐释讲好中国故事的具体内容，即“讲好中国特色社会主义的故事、讲好中国梦的故事、讲好中国人的故事、讲好中华优秀文化的故事、讲好中国和平发展的故事”。
对外宣传主要目的是對外宣傳中國共產黨的主張，建立良好的「國家形象」，抵消海外對中國大陸的負面報導，改善中國大陸周邊的國際環境，對外國的政策決定施加影響，帮助宣传中共的政治觀點，以及宣传中共的舆论向导。主要手段包括官方媒體出海、购买控制海外华文媒体、建立社交帐号、控制在各个媒体平台有影响实力的主播和媒体人等。近年来一些地方的报社或广播电视播出机构也开始设立“国际传播中心”，以此加大对外宣传力度。
然而在2021年，中共的对外宣传策略遭遇重大打击。事由当年2月4日，中国外交部发表声明，批评英国广播公司同年1月29日播出2019冠状病毒病中国大陆疫情的“假新闻”，翻炒疫情“隐瞒论”、“源头论”、“责任论”，还将一段反恐演习视频作为中国防疫部门“暴力执法、侵犯人权”的证据，“是典型的带有意识形态偏见的假新闻，影响恶劣”，就此向BBC驻北京分社提出严正交涉。同日，英国通讯管理局宣布吊销中国共产党官方媒体中国环球电视网（CGTN）的执照，理由拥有执照的星空华文传媒对CGTN播出频道无实质控制权，只是CGTN在英分销商，非服务提供者。违反1990年英国广播法相关规定，即“广播执照持有者必须对获得许可的服务有控制权，包括对其播放的节目进行编辑监督”。另外，针对星空华文传媒申请将执照中国环球电视网络公司一事，英国通讯管理局不予批准，指申请缺乏关键信息，且环球电视公司由中国中央电视台和中国共产党控制。另外，声明认为CGTN在报道香港反修例运动时有失公允，违反通讯管理局的《广播规则》，有鉴于上述违规行为存在严重性，管理局决定实施制裁，具体措施将很快公布。2月12日，德国沃达丰宣布将依照英国通讯管理局的决定，停止在国内播散CGTN的节目。1989年，欧洲联盟与巴尔干半岛国家及乌克兰缔约了欧洲理事会的《欧洲跨境电视公约》（European Convention on Transfrontier Television）。根据协议，电视频道在协议其中一个缔约国取得落地许可，便可在全部缔约国播送，反之，如果电视频道被其中一个缔约国吊销播出许可，则会被全部缔约国断播。加上CGTN使用英国执照在德国落地，且英国脱欧后仍是该协议缔约方，CGTN在德国被断播，且日后可能会被全体缔约国断播。
2022年9月，自由之家披露了對2019年初到2021年底中共外宣的研究报告。報告中提到2019年起中共通过外國主流媒体大规模散播中共支持的内容。例如2020年以前，中国日报以插页形式在纽约时报、华盛顿邮报和华尔街日报媒体上做广告。这些广告被冠以《中国观察》的名称，使得里面的内容看起来更像是记者的新闻报道。不过纽约时報、华盛顿邮报、每日电讯后来都终止了与中国日报的合作。中国还针对对其不利的新闻机构进行网络攻击。中国外交官或其他政府代表還就會要求報道中國負面內容的记者、编辑或评论员撤回或删除不利於中國的内容。如果媒体机构、记者或评论员不遵从，中方就会直接或间接以损害双边关系、撤销广告、诽谤诉讼或其他法律后果等作为威胁来达到要求。例如2021年8月，中国驻科威特大使馆成功迫使《阿拉伯时报》刪除與中華民國外交部部長有關的內容，並讓報社用中国驻科威特大使馆的声明代替。此外香港当局在以色列要求一家网站托管公司关闭一个支持民主的网站，并警告若拒绝要求，该公司的员工或会因香港国家安全法而被罚款或监禁。中共還在在全球社交媒体平台上開設虚假账户散布中國外交官帖子。中共还收買网红推广亲北京的内容。
2022年10月19日，人民日报发布中国共产党国际形象网宣片《CPC》。這則宣傳片長度為2分50秒，全程用英文自我介绍。片中提到了张桂梅、祁发宝、张定宇、黄旭华。
2023年9月，中国日报在推特开設帐号Xi's Moments（学习时代）宣傳习近平思想。湖北省人民政府的公众号“湖北发布”於9月4日宣称，Xi's Moments是“习近平总书记海外官方推特帐号”，但湖北發佈的該文章很快便被刪除。

## 批评
美国学者卡罗尔·李·哈姆林（Carol Lee Hamrin）及赵穗生在其著作中的解釋，中共统战部门主要职能是“处理中国共产党与非共产党精英人士间的关系”。非共产党精英人士主要包括有社会、商业、学术影响力的个人或团体，中国大陸国内外的利益集团。“中共试图通过统战部来确保相关团体或个人支持中共或可以为中共所用”。
一些国家的情报机构对统战部的活动表示担忧，认为统战部的行为构成了对别国内政的干涉。在《间谍之巢：关于在加拿大境内活动的外国特工的惊人真相》（Nest of Spies: The Startling Truth about Foreign Agents at Work Within Canada's Borders）一书中， de Pierrebourg和Juneau-Katsuya声称统战部「管理着有关外国的重要档案」，其中包括宣传、对海外中国大陸学生的控制、在华人群体（和外国人士）中招募情报人员以及长期的隐蔽活动等。2007年，中共将统战部的活动经费提升了300万美元，以进一步提升中国共產黨在海外的“软实力”。
加拿大安全情报局（CSIS）发布警告称，中国在歪曲新闻和影响加拿大媒体的活动已经变得更加复杂、频繁和阴险，试图塑造舆论、辩论和影响加拿大的政治进程。CSIS简报指出，由中国主导的行动主要是在加拿大运营的各种媒体、以针对政治家、政党组织，以及华裔社区的成员的宣传，致力于破坏加拿大在联邦、省和市各级以及原住民政府内部的政治进程。

## 參见
- 政治宣传
- 中央宣传思想工作领导小组、中央精神文明建设指导委员会、中共中央宣传部
- 網路評論員
- 红色文化
- 紅星照耀中國
- 中国共产党万岁
- 中國共產黨黨報黨刊、黨媒姓黨
- 献礼
- 东方阵营的媒体与政治宣传、朝鲜政治宣传

### 引用
1. ↑  Nicholas John Cull; David Holbrook Culbert; David Welch. . ABC-CLIO. 2003-01-01: 73–77  [2013-09-24]. ISBN 978-1-57607-820-4. （原始内容存档于2013-10-09） （英语）.
2. ↑  .   [2019-02-16]. （原始内容存档于2020-11-04）.
3. ↑  .   [2019-02-16]. （原始内容存档于2013-03-13）.
4. ↑  .   [2019-02-16]. （原始内容存档于2013-03-13）.
5. ↑  .   [2019-02-16]. （原始内容存档于2018-10-06）.
6. ↑  中國共產黨六大党章 （页面存档备份，存于）：“中国共产党为共产国际之一部分，命名为“中国共产党”，为共产国际支部。”
7. ↑  .   [2019-02-16]. （原始内容存档于2018-10-06）.
8. ↑  .   [2019-02-16]. （原始内容存档于2008-09-25）.
9. ↑  《关于成立中央宣传部的报告》
10. ↑  .   [2019-02-16]. （原始内容存档于2013-11-14）.
11. ↑  .   [2019-02-16]. （原始内容存档于2013-10-17）.
12. ↑  .   [2019-02-16]. （原始内容存档于2018-10-06）.
13. ↑  凤凰周刊:内参揭秘
14. ↑  .   [2019-02-16]. （原始内容存档于2020-11-05）.
15. ↑  .   [2019-02-16]. （原始内容存档于2013-05-14）.
16. ↑  .   [2019-02-16]. （原始内容存档于2013-10-17）.
17. ↑  .   [2019-02-16]. （原始内容存档于2018-10-06）.
18. ↑  .   [2019-02-16]. （原始内容存档于2020-11-05）.
19. ↑  .   [2019-02-16]. （原始内容存档于2018-10-06）.
20. ↑  .   [2019-02-16]. （原始内容存档于2019-05-02）.
21. ↑  .   [2019-02-16]. （原始内容存档于2014-11-29）.
22. ↑  . 中宣部.   [2019-02-16]. （原始内容存档于2011-08-09）.
23. ↑  Anne-Marie Brady. Marketing Dictatorship: Propaganda and Thought Work in Contemporary China.  (Lanham: Rowman & Littlefield, 2008), pp. 13-20.
24. ↑  .   [2019-02-16]. （原始内容存档于2020-11-05）.
25. ↑  中国共产党抗日战争时期宣传鼓动思想的成熟——读张闻天《党的宣传鼓动工作提纲》[永久]
26. ↑  中宣部主管《党建》杂志社：中国共产党“宣传思想工作”概念的演变[永久]
27. ↑  .   [2019年2月16日]. （原始内容存档于2017年1月3日）.
28. ↑  1968年9月3日人民日报《握紧锄把子 管好笔杆子——肃清中国赫鲁晓夫反革命修正主义新闻路线的流毒》：“毛主席说：在阶级消灭之前，不管报纸、刊物、广播、通讯社都有阶级性，都是为一定阶级服务的。这话千真万确。过去，新闻阵地的领导权把持在走资派手里，他们就利用这个阵地制造反革命舆论，为在中国复辟资本主义服务。经过无产阶级文化大革命，事情翻了个个儿，新闻阵地由无产阶级夺回来了，这是一个大胜利。毛主席说：“凡是要推翻一个政权，总要先造成舆论，总要先做意识形态方面的工作。革命的阶级是这样，反革命的阶级也是这样。”新闻事业是专管造舆论的，所以无产阶级和资产阶级一直在争夺这个重要阵地。”
29. ↑  .   [2019-02-16]. （原始内容存档于2020-04-30）.
30. ↑  .   [2019-02-16]. （原始内容存档于2020-04-30）.
31. ↑  .   [2019-02-16]. （原始内容存档于2019-02-16）.
32. ↑  .   [2019-02-16]. （原始内容存档于2020-11-05）.
33. ↑  .   [2019-02-16]. （原始内容存档于2020-04-30）.
34. ↑  中國共產黨加入第三國際決議案
35. ↑  .   [2019年2月16日]. （原始内容存档于2016年3月4日）.
36. ↑  .   [2019年2月16日]. （原始内容存档于2016年3月4日）.
37. ↑  .   [2019-02-16]. （原始内容存档于2016-03-04）.
38. ↑  .   [2019-02-16]. （原始内容存档于2016-03-04）.
39. ↑  .   [2019-02-16]. （原始内容存档于2020-08-03）.
40. ↑  .   [2019-02-16]. （原始内容存档于2017-01-03）.
41. ↑  .   [2019-02-16]. （原始内容存档于2016-03-04）.
42. ↑  .   [2019-02-16]. （原始内容存档于2017-01-03）.
43. ↑  .   [2019-02-16]. （原始内容存档于2018-10-07）.
44. ↑  .   [2019-02-16]. （原始内容存档于2018-10-07）.
45. ↑  .   [2019-02-16]. （原始内容存档于2013-01-01）.
46. ↑  .   [2019-02-16]. （原始内容存档于2013-10-17）.
47. ↑   (PDF).   [2019-02-16]. （原始内容存档 (PDF)于2013-10-17）.
48. ↑  .   [2019-02-16]. （原始内容存档于2014-11-29）.
49. ↑  .   [2019-02-16]. （原始内容存档于2016-03-04）.
50. ↑  .   [2019-02-16]. （原始内容存档于2016-03-04）.
51. ↑  中宣部座谈会就英媒窃听丑闻痛批“西方新闻观”
52. ↑  .   [2019-02-16]. （原始内容存档于2020-11-05）.
53. ↑  .   [2019-02-16]. （原始内容存档于2019-02-17）.
54. ↑  .   [2019-02-16]. （原始内容存档于2013-10-17）.
55. ↑  毛澤東，1955年，《駁輿論一律》
56. ↑  .   [2019-02-16]. （原始内容存档于2019-02-16）.
57. ↑  .   [2019-02-16]. （原始内容存档于2019-02-16）.
58. ↑  .   [2019-02-16]. （原始内容存档于2019-02-17）.
59. ↑  《共青團中央關於加強對青年報刊工作領導的通知》
60. ↑  .   [2019-02-16]. （原始内容存档于2020-04-30）.
61. ↑  .   [2019-02-16]. （原始内容存档于2020-04-30）.
62. ↑  .   [2019-02-16]. （原始内容存档于2020-04-30）.
63. ↑  .   [2019-02-16]. （原始内容存档于2013-11-14）.
64. ↑  .   [2019-02-16]. （原始内容存档于2020-04-30）.
65. ↑  .   [2019-02-16]. （原始内容存档于2013-11-14）.
66. ↑  关于印发《出版集团组建基本条件和审批程序》的通知[永久]
67. ↑  .   [2019-02-16]. （原始内容存档于2013-10-17）.
68. ↑  .   [2019-02-16]. （原始内容存档于2016-03-05）.
69. ↑  .   [2019-02-16]. （原始内容存档于2020-04-30）.
70. ↑  .   [2019-02-16]. （原始内容存档于2016-03-04）.
71. ↑  .   [2019-02-16]. （原始内容存档于2014-11-29）.
72. ↑  .   [2019-02-16]. （原始内容存档于2013-11-14）.
73. ↑  .   [2019-02-16]. （原始内容存档于2019-02-16）.
74. ↑  .   [2019-02-16]. （原始内容存档于2010-08-29）.
75. ↑  中宣部新禁令或因“十三家报社联合社论”
76. ↑  .   [2019-02-16]. （原始内容存档于2011-09-05）.
77. ↑  .   [2019-02-16]. （原始内容存档于2014-11-29）.
78. ↑  .   [2019-02-16]. （原始内容存档于2013-09-04）.
79. ↑  中宣部推动新一轮新闻管制运动
80. ↑  .   [2019-02-16]. （原始内容存档于2019-02-17）.
81. ↑  .   [2019-02-16]. （原始内容存档于2013-10-17）.
82. ↑  .   [2019年2月16日]. （原始内容存档于2019年2月16日）.
83. ↑  .   [2019-02-16]. （原始内容存档于2019-02-16）.
84. ↑  .   [2019-02-16]. （原始内容存档于2013-11-14）.
85. ↑  .   [2019-02-16]. （原始内容存档于2019-02-16）.
86. ↑  .   [2019-02-16]. （原始内容存档于2020-11-05）.
87. ↑  .   [2019-02-16]. （原始内容存档于2019-02-16）.
88. ↑  .   [2019-02-16]. （原始内容存档于2019-02-16）.
89. ↑  .   [2019-02-16]. （原始内容存档于2013-01-01）.
90. ↑  .   [2019-02-16]. （原始内容存档于2020-11-05）.
91. ↑  .   [2019-02-16]. （原始内容存档于2012-07-13）.
92. ↑  .   [2019-02-16]. （原始内容存档于2020-11-05）.
93. ↑  .   [2019-02-16]. （原始内容存档于2019-02-17）.
94. ↑  .   [2019-02-16]. （原始内容存档于2019-02-16）.
95. ↑  .   [2019-02-16]. （原始内容存档于2020-11-05）.
96. ↑  .   [2019-02-16]. （原始内容存档于2013-04-24）.
97. ↑  .   [2019-02-16]. （原始内容存档于2013-11-14）.
98. ↑  .   [2019-02-16]. （原始内容存档于2013-11-14）.
99. ↑  .   [2019-02-16]. （原始内容存档于2013-11-14）.
100. ↑  .   [2019-02-16]. （原始内容存档于2013-11-14）.
101. ↑  .   [2019-02-16]. （原始内容存档于2014-04-26）.
102. ↑  .   [2019-02-16]. （原始内容存档于2020-11-05）.
103. ↑  .   [2019-02-16]. （原始内容存档于2019-02-16）.
104. ↑  .   [2019-02-16]. （原始内容存档于2019-03-22）.
105. ↑  .   [2019-02-16]. （原始内容存档于2013-11-14）.
106. ↑  中国共产党中央宣传部办公厅,中央档案馆编硏部, 《中国共产党宣传工作文献选编》
107. ↑   (PDF).   [2019-02-16]. （原始内容存档 (PDF)于2013-06-04）.
108. ↑  .   [2019-02-16]. （原始内容存档于2019-02-16）.
109. ↑  关于国际共产主义运动总路线的论战［M］.北京：人民出版社，1965.
110. ↑  .   [2019年2月16日]. （原始内容存档于2019年2月16日）.
111. ↑  .   [2019-02-16]. （原始内容存档于2019-02-16）.
112. ↑  .   [2019-02-16]. （原始内容存档于2019-02-17）.
113. ↑  .   [2019-02-16]. （原始内容存档于2019-02-16）.
114. ↑  .   [2019-02-16]. （原始内容存档于2019-02-16）.
115. ↑  .   [2019-02-16]. （原始内容存档于2019-02-16）.
116. ↑  .   [2019-02-16]. （原始内容存档于2013-11-14）.
117. ↑  .   [2019-02-16]. （原始内容存档于2013-11-14）.
118. ↑  .   [2019-02-16]. （原始内容存档于2013-10-17）.
119. ↑  .   [2019-02-16]. （原始内容存档于2013-01-01）.
120. ↑  .   [2019-02-16]. （原始内容存档于2013-01-01）.
121. ↑  .   [2019-02-16]. （原始内容存档于2013-10-17）.
122. ↑  .   [2019-02-16]. （原始内容存档于2019-02-16）.
123. ↑  .   [2019-02-16]. （原始内容存档于2019-02-16）.
124. ↑  .   [2019-02-16]. （原始内容存档于2020-04-30）.
125. ↑  .   [2019-02-16]. （原始内容存档于2020-11-05）.
126. ↑  .   [2019-02-16]. （原始内容存档于2020-11-05）.
127. ↑  .   [2019-02-16]. （原始内容存档于2020-11-05）.
128. ↑  .   [2019-02-16]. （原始内容存档于2019-02-17）.
129. ↑  .   [2019-02-16]. （原始内容存档于2016-03-04）.
130. ↑  .   [2019-02-16]. （原始内容存档于2017-01-03）.
131. ↑  .   [2019-02-16]. （原始内容存档于2019-02-16）.
132. ↑  .   [2019-02-16]. （原始内容存档于2013-11-14）.
133. ↑  .   [2019-02-16]. （原始内容存档于2013-11-14）.
134. ↑  .   [2019-02-16]. （原始内容存档于2013-11-14）.
135. ↑  .   [2019-02-16]. （原始内容存档于2013-11-14）.
136. ↑  .   [2019-02-16]. （原始内容存档于2013-01-01）.
137. ↑  .   [2019-02-16]. （原始内容存档于2015-09-23）.
138. ↑  .   [2019-02-16]. （原始内容存档于2013-11-14）.
139. ↑  .   [2019-02-16]. （原始内容存档于2013-11-14）.
140. ↑  .   [2019-02-16]. （原始内容存档于2019-02-16）.
141. ↑  。1923年4月,斯大林在俄共(布)第十二次代表大会上指出: "在提出正确的政治路线以后,还必须挑选工作人员,把善于执行指示、能够理解指示、能够把这些指示当做自己的东西并且善于贯彻这些指示的人安置在各种工作岗位上。否则,政策就会失去意义,就会变成空谈。"斯大林:《俄共(布)中央委员会的组织报告》
142. ↑  .   [2019-02-16]. （原始内容存档于2013-11-14）.
143. ↑  .   [2019-02-16]. （原始内容存档于2019-02-16）.
144. ↑  .   [2019-02-16]. （原始内容存档于2013-11-14）.
145. ↑  .   [2019-02-16]. （原始内容存档于2013-11-14）.
146. ↑  .   [2019-02-16]. （原始内容存档于2013-11-14）.
147. ↑  .   [2019-02-16]. （原始内容存档于2013-11-14）.
148. ↑  .   [2019-02-16]. （原始内容存档于2013-11-14）.
149. 1 2 3  何清漣. . . 八旗文化. 2019-03-06: 126–155. ISBN 9789578654471 （中文（繁體））.
150. ↑  . 香港文匯網. 2021-07-10  [2023-01-21]. （原始内容存档于2021-07-15）.
151. ↑  林煇智. . 联合早报. 2024-11-03  [2025-02-18].
152. ↑  .   [2022-09-10]. （原始内容存档于2022-05-22）.
153. ↑  . 新华社. 2013-08-20  [2021-02-13]. （原始内容存档于2021-01-23）.
154. ↑  刘亚琼. . 黨的文獻 (中共中央党史和文献研究院).   [2020-04-14]. （原始内容存档于2020-02-06）.
155. ↑  何清漣. . 上報. 2019-03-15  [2020-02-17]. （原始内容存档于2020-11-05）.
156. ↑  .   [2019-09-29]. （原始内容存档于2020-11-05）.
157. ↑  .   [2019-09-29]. （原始内容存档于2020-11-05）.
158. ↑  .   [2019-09-29]. （原始内容存档于2020-08-15）.
159. ↑  .   [2019-09-29]. （原始内容存档于2020-11-09）.
160. ↑  陳駿豪. . 眾新聞. 2018-04-24  [2020-02-17]. （原始内容存档于2020-11-04）.
161. ↑  . 南方网. 2023-11-15  [2023-11-18]. （原始内容存档于2023-11-18）.
162. ↑  金京艺. . 河南日报. 2023-06-27  [2023-11-18]. （原始内容存档于2023-11-18）.
163. ↑  顾星欣. . 新华日报. 2023-07-13  [2023-11-18]. （原始内容存档于2023-11-18）.
164. ↑  . 路透社. 2021-02-04  [2021-02-11]. （原始内容存档于2021-08-20）.
165. ↑  Horowitz, Julia; Riley, Charles. . CNN. 2021-02-05  [2021-02-11]. （原始内容存档于2021-05-23）.
166. ↑  . 法國國際廣播電台. 2021-02-12  [2021-02-12]. （原始内容存档于2021-05-23）.
167. ↑  . Deutsche Welle. 2021-02-12  [2021-02-12]. （原始内容存档于2021-05-23）.
168. ↑  .   [2022-09-10]. （原始内容存档于2022-09-09）.
169. ↑  .   [2022-12-18]. （原始内容存档于2022-12-18）.
170. ↑  . RFI - 法国国际广播电台. 2023-09-06  [2023-09-07]. （原始内容存档于2023-09-07） （中文）.
171. ↑  Hamrin, Carol Lee; Zhao, Suisheng. . M.E. Sharpe. 1995-01-15  [2019-02-16]. ISBN 9780765636942. （原始内容存档于2020-11-16） （英语）.
172. ↑  Holly Porteous. . Canadian Security Intelligence Service.   [2018-04-02]. （原始内容存档于2011-09-27）.
173. ↑  .   [2019-02-16]. （原始内容存档于2020-11-05）.
174. ↑  Pierrebourg, Fabrice de; Juneau-Katsuya, Michel. . HarperCollins Canada. 2009: 160 – 162  [2019-02-16]. ISBN 9781554684496. （原始内容存档于2019-05-11） （英语）.
175. ↑  .   [2021-12-08]. （原始内容存档于2022-01-02）.

## 扩展阅读
- 中共中央宣传部. . 北京: 人民出版社. 2022. ISBN 978-7-01-024516-4.